# ماريون (إلينوي)
ماريون (بالإنجليزية: Marion, Illinois)‏ هي مدينة تقع في الولايات المتحدة في مقاطعة ويليامسون، إلينوي. يقدر عدد سكانها بـ 17,193 نسمة وترتفع عن سطح البحر 158 متر.

## التركيبة السكانية
حدّد مكتب تعداد الولايات المتحدة بيانات التركيبة السكانية لماريون في تعداد الولايات المتحدة. في ما يلي، التركيبة السكانية حسب تعدادي 2000 و2010.

### تعداد عام 2000
بلغ عدد سكان ماريون 16,035 نسمة بحسب تعداد عام 2000، وبلغ عدد الأسر 6,902 أسرة وعدد العائلات 4,342 عائلة مقيمة في المدينة. في حين سجلت الكثافة السكانية 423.8 نسمة لكل كيلومتر مربع (1,097.6/ميل2). وبلغ عدد الوحدات السكنية 7,555 وحدة بمتوسط كثافة قدره 199.7 لكل كيلومتر مربع (517.2/ميل2).
وتوزع التركيب العرقي للمدينة بنسبة 92.89% من البيض و4.34% من الأمريكيين الأفارقة و0.24% من الأمريكيين الأصليين و0.83% من الأمريكيين ذوي الأصول الآسيوية و0.05% من سكان جزر المحيط الهادئ و0.44% من الأعراق الأخرى و1.21% من عرقين مختلطين أو أكثر و1.60% من الهسبانيون أو اللاتينيون من أي عرق.
بلغ عدد الأسر 6,902 أسرة كانت نسبة 30.3% منها لديها أطفال تحت سن الثامنة عشر تعيش معهم، وبلغت نسبة الأزواج القاطنين مع بعضهم البعض 47% من أصل المجموع الكلي للأسر، ونسبة 12.5% من الأسر كان لديها معيلات من الإناث دون وجود شريك، بينما كانت نسبة 3.4% من الأسر لديها معيلون من الذكور دون وجود شريكة وكانت نسبة 37.1% من غير العائلات. تألفت نسبة 33.1% من أصل جميع الأسر من عدة أفراد يعيشون في نفس المنزل ونسبة 16.4% كانت تتألف من شخص يعيش بمفرده يبلغ من العمر 65 عاماً أو أكثر. وبلغ متوسط حجم الأسرة المعيشية 2.25، أما متوسط حجم العائلات فبلغ 2.86.
بلغ العمر الوسطي للسكان 39.6 عاماً. وكانت نسبة 22.7% من القاطنين تحت سن الثامنة عشر، وكانت نسبة 8.1% بين الثامنة عشر والرابعة والعشرين عاماً، ونسبة 26% كانت واقعةً في الفئة العمرية ما بين الخامسة والعشرين والرابعة والأربعين عاماً، ونسبة 22% كانت ما بين الخامسة والأربعين والرابعة والستين، ونسبة 18% كانت ضمن فئة الخامسة والستين عاماً فما فوق. يوجد لكل 100 أنثى 87.2 ذكر، ويوجد لكل 100 أنثى في الثامنة عشر من عمرها فما فوق 83.5 ذكر.

### تعداد عام 2010
بلغ عدد سكان ماريون 17,193 نسمة بحسب تعداد عام 2010، وبلغ عدد الأسر 7,438 أسرة وعدد العائلات 4,464 عائلة مقيمة في المدينة. في حين سجلت الكثافة السكانية 454.4 نسمة لكل كيلومتر مربع (1,176.9/ميل2). وبلغ عدد الوحدات السكنية 8,273 وحدة بمتوسط كثافة قدره 218.6 لكل كيلومتر مربع (566.2/ميل2).
وتوزع التركيب العرقي للمدينة بنسبة 87.79% من البيض و7.43% من الأمريكيين الأفارقة و0.40% من الأمريكيين الأصليين و1.52% من الأمريكيين ذوي الأصول الآسيوية و0.02% من سكان جزر المحيط الهادئ و0.85% من الأعراق الأخرى و1.98% من عرقين مختلطين أو أكثر و2.59% من الهسبانيون أو اللاتينيون من أي عرق.
بلغ عدد الأسر 7,438 أسرة كانت نسبة 28.6% منها لديها أطفال تحت سن الثامنة عشر تعيش معهم، وبلغت نسبة الأزواج القاطنين مع بعضهم البعض 42.1% من أصل المجموع الكلي للأسر، ونسبة 13.3% من الأسر كان لديها معيلات من الإناث دون وجود شريك، بينما كانت نسبة 4.6% من الأسر لديها معيلون من الذكور دون وجود شريكة وكانت نسبة 40% من غير العائلات. تألفت نسبة 34.9% من أصل جميع الأسر من عدة أفراد يعيشون في نفس المنزل ونسبة 15.5% كانت تتألف من شخص يعيش بمفرده يبلغ من العمر 65 عاماً أو أكثر. وبلغ متوسط حجم الأسرة المعيشية 2.23، أما متوسط حجم العائلات فبلغ 2.86.
بلغ العمر الوسطي للسكان 39.7 عاماً. وكانت نسبة 22.1% من القاطنين تحت سن الثامنة عشر، وكانت نسبة 8.7% بين الثامنة عشر والرابعة والعشرين عاماً، ونسبة 25.2% كانت واقعةً في الفئة العمرية ما بين الخامسة والعشرين والرابعة والأربعين عاماً، ونسبة 25.1% كانت ما بين الخامسة والأربعين والرابعة والستين، ونسبة 18.9% كانت ضمن فئة الخامسة والستين عاماً فما فوق. وتوزع التركيب الجنسي للسكان بنسبة 48% ذكور و52% إناث.

## أعلام
- كونراد ألين
- دولف ستانلي
- جاك ريتشاردسون
- كوري بيلي
- بوبي بيرنت
- ك. دبليو. بيشوب
- ماثيو كينلي
- جورج ايفان هاول
- روبرت إل. باتلر